# Passerelle Léopold-Sédar-Senghor
Pour les articles homonymes, voir Senghor.
Ne doit pas être confondu avec Pont Léopold-Sédar-Senghor.
La passerelle Léopold-Sédar-Senghor, anciennement passerelle Solférino,  est un pont piétonnier établi sur la Seine à Paris. Elle relie le port de Solférino (7e arrondissement) au port des Tuileries (1er arrondissement).

## Situation et accès
Ce site est desservi par la station de métro Solférino.

## Origine du nom

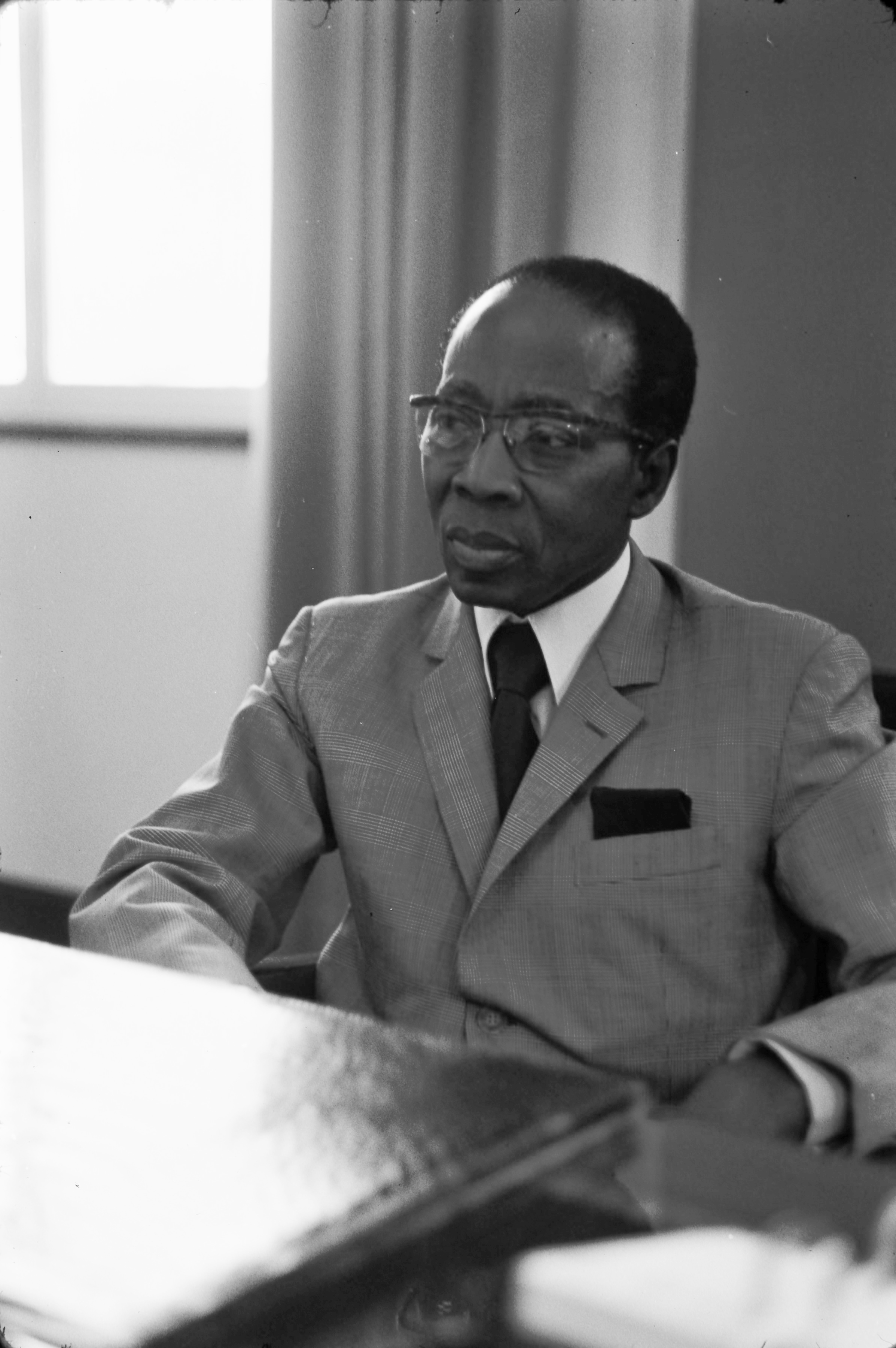
Léopold Sédar Senghor.

Elle porte le nom de Léopold Sédar Senghor (1906-2001), poète, écrivain et homme d'État sénégalais. 

## Historique

### Les premiers ponts
Pendant un siècle, c'est le pont en fonte, inauguré par Napoléon III en 1861, qui permettait le passage de véhicules entre le quai Anatole-France et le quai des Tuileries. Il est construit par Paul-Martin Gallocher de Lagalisserie et Jules Savarin, les ingénieurs du pont des Invalides.
C'est la victoire en juin 1859 de la bataille de Solférino qui donne son nom à l'ouvrage, le pont de Solférino, ainsi qu'à une rue dans son prolongement. Fragilisé (notamment par des chocs avec les péniches), il est détruit et remplacé en 1961 par une passerelle piétonne en acier reposant sur deux piles de béton, construite une trentaine de mètres en amont et démolie à son tour en 1992.

### La passerelle actuelle

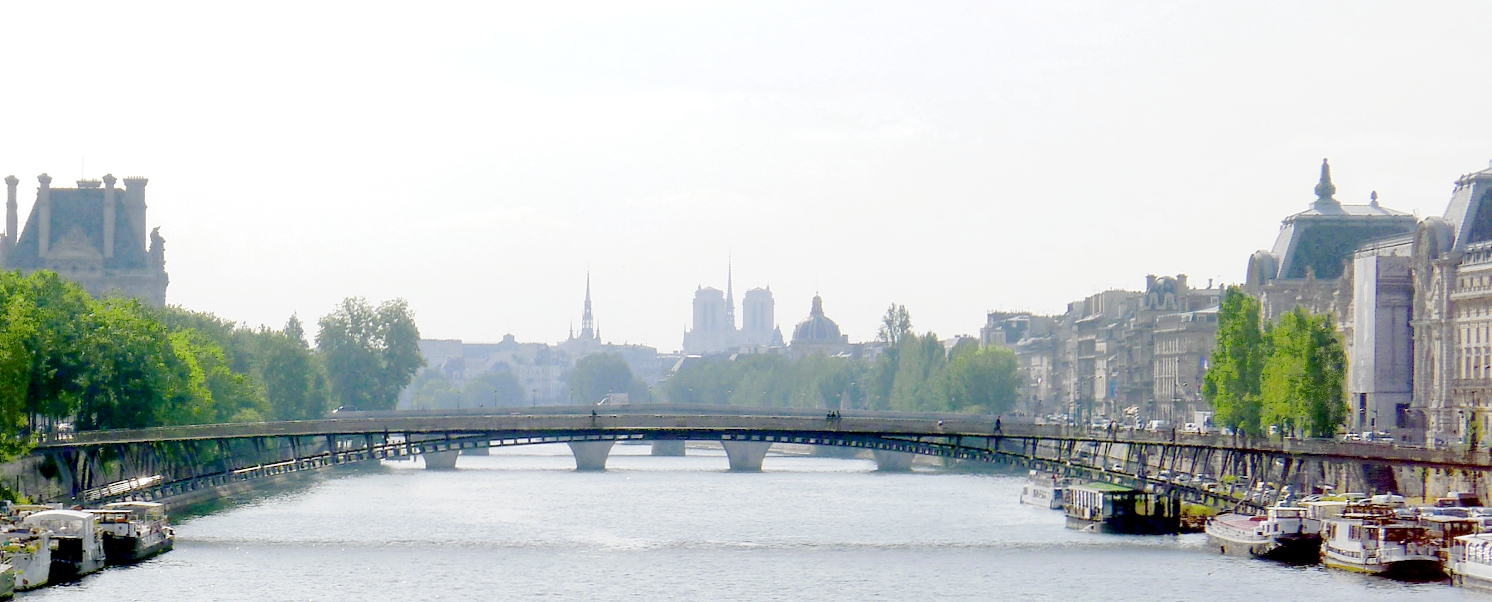
La passerelle actuelle vue du pont de la Concorde.

La nouvelle passerelle de Solférino reliant le quai Anatole-France au jardin des Tuileries a été construite entre 1997 et 1999 sous la direction de l'ingénieur architecte Marc Mimram à l'emplacement de l'ancien pont. Elle a été inaugurée le 14 décembre 1999. Franchissant la Seine d'une seule arche sans appui dans le fleuve, cette passerelle métallique est couverte de bois exotique, l'azobé, bois imputrescible d'Afrique subsaharienne.
Construite sur deux niveaux qui se rejoignent dans la partie centrale, la passerelle dessert, sur chaque rive, les berges de la Seine et les quais proprement dits. À chacune de ses extrémités, les fondations sous forme de piliers en béton s'enfoncent de quinze mètres sous terre et sa structure est un assemblage de six éléments de 150 tonnes fabriqués par les établissements Eiffel. 
Néanmoins, dès le jour de son inauguration, les pas des visiteurs provoquèrent des oscillations de l'ouvrage mettant en danger sa stabilité. De plus, le sol en azobé s'avéra glissant par temps de pluie. Le pont fut momentanément fermé au public afin d'y mener des travaux d'amélioration : la stabilité de la passerelle a dû être renforcée par un dispositif d’amortisseurs et de contrepoids, tandis que le plancher fut recouvert d'un revêtement antidérapant.
L'architecture de l'ouvrage a valu à Marc Mimram de recevoir le prix de l'Équerre d'argent pour l'année 1999.
Elle propose des bancs aux promeneurs qui peuvent rejoindre le jardin des Tuileries par le souterrain de la rive droite.
Elle est rebaptisée passerelle Léopold-Sédar-Senghor le 9 octobre 2006 à l'occasion du centième anniversaire de la naissance du poète, écrivain et homme d'État sénégalais.
Une statue du président américain Thomas Jefferson se trouve à l'entrée du pont, au niveau du quai Anatole-France. Elle est située à proximité de l'hôtel de Salm, dont il s'inspira pour la construction sa demeure de Monticello. Inaugurée en 2006 par le maire de Paris Bertrand Delanoë, le maire de Washington Anthony A. Williams et l'ambassadeur des États-Unis à Paris Craig Roberts Stapleton, elle est l'œuvre du sculpteur Jean Cardot. Elle a été financée par Alec et Guy Wildenstein et la fondation Florence Gould.

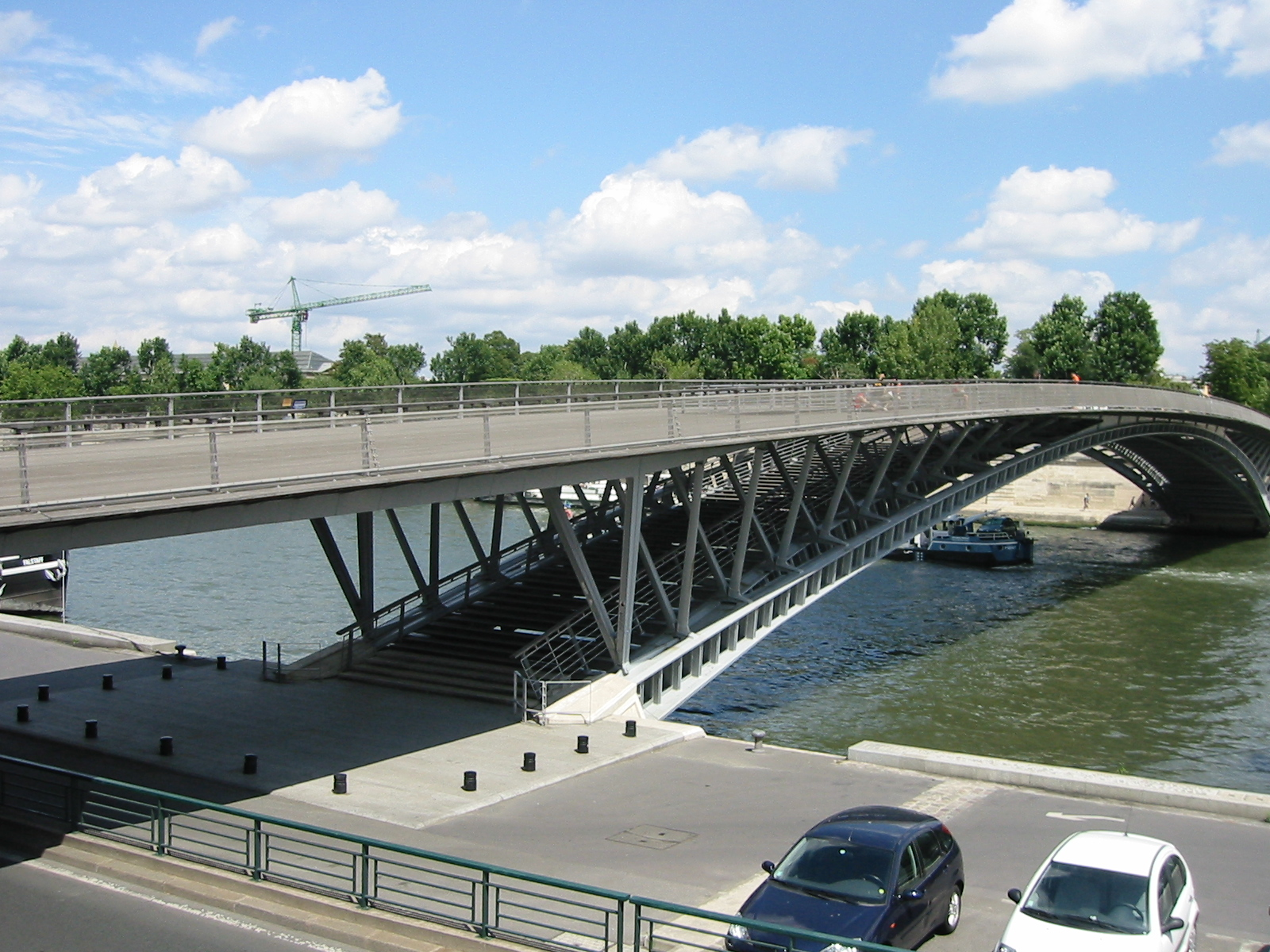
La passerelle, vue depuis le quai Anatole-France.
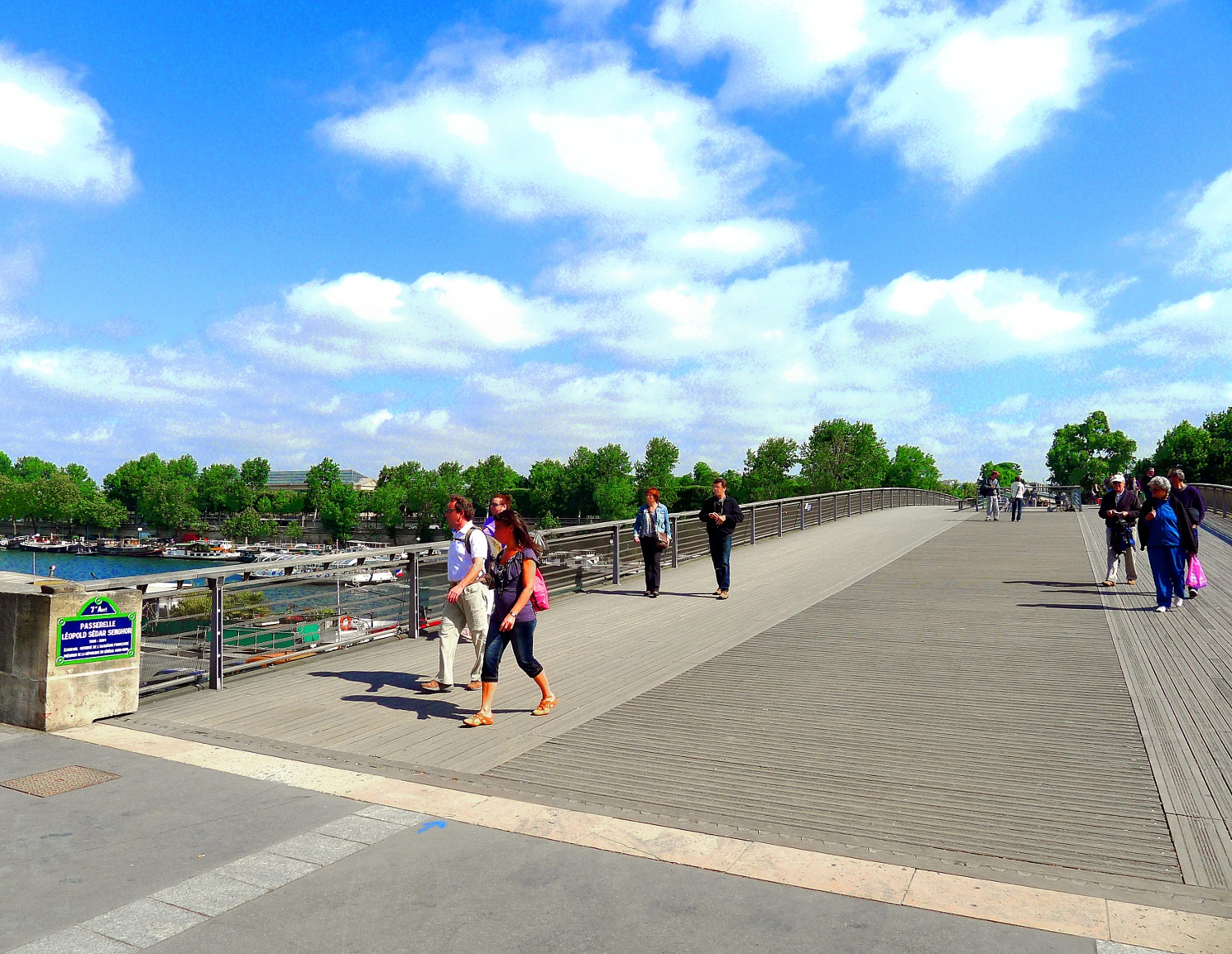
La passerelle, côté 7e.
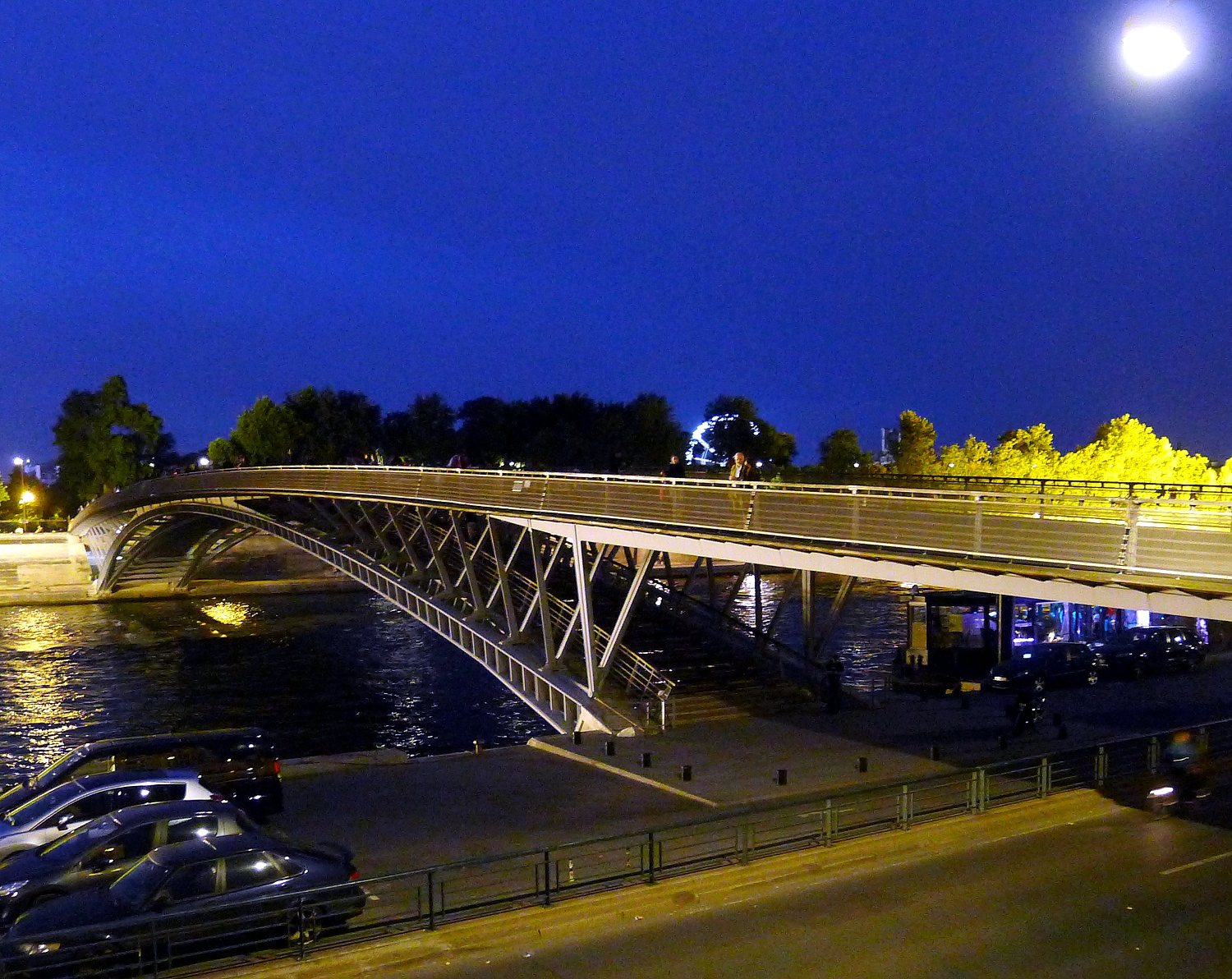
La passerelle, un soir de 14 juillet (2011).

## Dans la culture populaire
C'est en regardant la Seine et le ciel couvert depuis le pont de Solférino, un soir, que le compositeur français Claude Debussy (1862-1918) eut l'idée d'écrire Nuages, un de ses Nocturnes.
En 2011, le collectif Gainsbourg 20 ans fait de la passerelle le cadre du tournage du clip Requiem pour un con en hommage à Serge Gainsbourg. En 2014, l'artiste Christina Goh y tourne intégralement la vidéo du titre jazz L'Instant.
En 2011, une scène de l'épisode 13 de la saison 1 de XIII, la série est tournée sur la passerelle. 
En 2018, une scène de l'épisode 2 de la saison 2 de la série Baron noir y est également tournée.

## Pour approfondir